# Leptinogaster
Leptinogaster is een geslacht van eenoogkreeftjes uit de familie van de Clausidiidae. 
De wetenschappelijke naam van het geslacht is voor het eerst geldig gepubliceerd in 1929 door Pelseneer.

## Soorten
- Leptinogaster californiensis Gooding, 1963
- Leptinogaster dentata (Humes & Cressey, 1958)
- Leptinogaster digita Kim I.H. & Ho, 1991
- Leptinogaster histrio (Pelseneer, 1929)
- Leptinogaster inflata (Allen, 1956)
- Leptinogaster major (Williams, 1907)
- Leptinogaster minuta Kim I.H., 2009
- Leptinogaster pholadis Pelseneer, 1929
- Leptinogaster pruvoti (Monod & Dollfus, 1932)
- Leptinogaster scobina (Humes & Cressey, 1958)
- Leptinogaster stocki Ranade, 1974